# Kuźnia Raciborska (gromada)
Kuźnia Raciborska – dawna gromada, czyli najmniejsza jednostka podziału terytorialnego Polskiej Rzeczypospolitej Ludowej w latach 1954–1972.
Gromady, z gromadzkimi radami narodowymi (GRN) jako organami władzy najniższego stopnia na wsi, funkcjonowały od reformy reorganizującej administrację wiejską przeprowadzonej jesienią 1954 do momentu ich zniesienia z dniem 1 stycznia 1973, tym samym wypierając organizację gminną w latach 1954–1972.
Gromadę Kuźnia Raciborska z siedzibą GRN w Kuźni Raciborskiej (wówczas wsi) utworzono – jako jedną z 8759 gromad na obszarze Polski – w powiecie raciborskim w woj. opolskim, na mocy uchwały nr VII/29/54 WRN w Opolu z dnia 4 października 1954. W skład jednostki wszedł obszar dotychczasowej gromady Kuźnia Raciborska ze zniesionej gminy Kuźnia Raciborska w tymże powiecie. Dla gromady ustalono 22 członków gromadzkiej rady narodowej.
1 stycznia 1956 gromadę zniesiono w związku z nadaniem jej statusu osiedla (1 stycznia 1967 Kuźnia Raciborska otrzymała prawa miejskie).
1 stycznia 1973 w powiecie raciborskim reaktywowano gminę Kuźnia Raciborska (od 1999 gmina należy do powiatu raciborskiego w woj. śląskim).